# Gmina Tølløse
Gmina Tølløse (duń. Tølløse Kommune) była w latach 1970–2006 (włącznie) jedną z gmin w Danii w okręgu zachodniej Zelandii (Vestsjællands Amt). Siedzibą władz gminy było miasto Tølløse. Gmina Tølløse została utworzona 1 kwietnia 1970 na mocy reformy podziału administracyjnego Danii. Po kolejnej reformie 1 stycznia 2007 r. weszła w skład nowej gminy Holbæk.

## Dane liczbowe
- Liczba ludności: (♀ 4884 + ♂ 4948) = 9832
  - wiek 0-6: 9,1%
  - wiek 7-16: 15,0%
  - wiek 17-66: 64,9%
  - wiek 67+: 11,1%
- zagęszczenie ludności: 78,0 osób/km²
- bezrobocie: 5,3% osób w wieku 17-66 lat
- cudzoziemcy z UE, Skandynawii i USA: 78 na 10 000 osób
- cudzoziemcy z krajów Trzeciego Świata: 242 na 10 000 osób
- liczba szkół podstawowych: 4 (liczba klas: 46)